# Кожин, Борис Борисович
Бори́с Бори́сович Ко́жин (укр. Борис Борисович Кожин; род. 25 сентября 1944, Псков) — советский и украинский военачальник, вице-адмирал. Командир Крымской военно-морской базы Черноморского флота (1992). Первый командующий ВМС Украины (1992—1993). Депутат Верховной рады (II и III созывов).

## Биография
Борис Кожин родился 25 сентября 1944 года в городе Псков. Сам Кожин, говоря о своём происхождении, назвал себя украинцем русского происхождения.
Его отец Борис Ардалионович (1914—1986) — старший лейтенант, участник сражений под Ровно, Тернополем и Киевом во время Великой Отечественной войны. В 1947 году — репрессирован, после чего был реабилитирован в 1956 году. Мать — Надежда Фёдоровна (1924—1995) родом из города Подгайцы Тернопольской области. Родители похоронены на кладбище города Луцк.
Детство Бориса прошло без отца. С 1959 года вместе с матерью проживал в Луцке. По окончании школы Кожин работал на луцком авторемонтном заводе в качестве слесаря-инструментальщика. Тогда же начал заниматься велоспортом. Весной 1963 года стал чемпионом Волыни среди юниоров, тем самым выполнив нормативы кандидата в мастера спорта СССР. В этом же году завоевал серебряную медаль чемпионата Украины и бронзовую медаль на Спартакиаде народов СССР.

### Служба в ВМФ СССР
В 1963 году Борис Кожин поступил в Высшее военно-морское училище имени М. В. Фрунзе. Специальность — «Противолодочное вооружение», инженер-электромеханик. По окончании училища в 1968 году он был отправлен на Черноморский флот, вначале в 21-ю бригаду противолодочных кораблей, а затем в бригаду охраны водного района на малый противолодочный корабль МПК-5. После двух лет службы под командой капитана 2-го ранга В. Шарапова лейтенант Кожин был назначен на должность помощника командира противолодочного корабля ПК-365. Спустя несколько месяцев командир корабля капитан-лейтенант Колесников отбыл на офицерские классы в Ленинград, а Кожин стал командиром корабля.
В течение первого года руководства, его корабль впервые в бригаде был объявлен «отличным». За это достижение Кожина отправили на Высшие специальные офицерские классы ВМФ. По окончании офицерских классов в 1972 году он был направлен в звании старшего лейтенанта командиром сторожевого корабля СКР-6, а затем и на СКР-112. В качестве командира сторожевых кораблей участвовал в походах в Средиземное море и Атлантический океан.
С 1978 по 1980 год проходил обучение в Военно-морской академии имени Маршала Советского Союза А. А. Гречко. После чего ему присвоили звание капитан 2-го ранга и назначили начальником штаба 68-й бригады кораблей охраны водного района. В 1986 году ему присвоено звание контр-адмирал и он был назначен на должность начальника штаба Крымской военно-морской базы, которая располагается в посёлке Новоозёрное.
С 1987 по 1988 год являлся депутатом Крымского областного Совета народных депутатов. На всеукраинском референдуме в декабре 1991 года более 90 % личного состава Крымской ВМБ поддержало независимость Украины.

### Служба в ВМС Украины
В январе 1992 года Кожин поддержал решение Президента Украины о присяге моряков Украине. В марте 1992 года был назначен командиром Крымской военно-морской базы. 5 апреля 1992 года Кожин дал согласие возглавить Военно-морские силы Украины. Поиском кандидата на должность командующего ВМС Украины занимался исполняющий обязанности начальника управления ВМС ГШ ВС Украины капитан 3-го ранга Игорь Тенюх. 6 апреля 1992 года Кожин был назначен командующим ВМС Украины. При этом, на момент назначения на эту должность, он не дал присягу Украине. После назначения на эту должность командующий Черноморским флотом Игорь Касатонов отстранил Кожина от руководства базой и уволил из флота. 7 апреля 1992 года около 40 офицеров базы дали присягу украинскому народу (сам Кожин в принесении присяги участия не принимал). После этого Борис Кожин тайно покинул Новоозёрное и направился в Севастополь. Адмирал Касатонов тогда же, под предлогом захвата «украинскими националистами» штаба Крымской ВМБ, отдал приказ занять оборону вокруг штаба данной базы. С моря она была заблокирована противолодочной корабельной группой, а на суше — танками и бронетранспортёрами Евпаторийского полка береговой обороны.
На пресс-конференции после вступления в должность Кожин заявил, что с его назначения начинается процесс строительства ВМС Украины со штабом в Севастополе. Штаб расположился на 4-й Бастионной улице. Также Кожин заявил, что является «командиром без войска». Из офицеров отстранённых от службы на Черноморском флоте за дачу присяги Украине Кожиным была создана организационная группа ВМС Украины. 10 апреля 1992 года он направился в Новоозёрное, в штаб военно-морской базы и договорился с её командиром Александром Цубиным о том, что военнослужащие давшие присягу Украине перейдут под его командование.
В 1992 году правительство Украины утвердило план Кожина по достройке кораблей и создание на их базе ВМС Украины. В июне 1992 года был достроен корабль управления «Славутич» в Николаеве, в марте 1993 года — фрегат «Гетьман Сагайдачный» в Керчи, в мае 1993 года — корвет «Луцк» в Киеве, а в июне 1993 года десантный корабль «Донецк» в Феодосии. Также одной из инициатив Кожина на посту командующего стало шефство регионов над военно-морскими силами и создание газеты «Флот Украины» и телеканала «Бриз».
13 июня 1992 приказом Министра обороны Украины Кожин был назначен начальником Севастопольского гарнизона. Присягу на верность украинскому народ Кожин дал вместе с личным составом батальона охраны и обеспечения 5 июля 1992 года.
21 июля 1992 года СКР-112 поднял флаг Украины и совершил переход из Донузлава в Одессу, тем самым став первым кораблём ВМС Украины. Кожин, сразу после того как узнал о данном событии позвонил начальнику штаба Черноморского флота Георгию Гуринову, который сообщил о возможном применении силы к кораблю. Вследствие этого Кожин обратился к Ирине Котвалюк с просьбой выступить по севастопольскому радио. На радио командующий флотом обратился к горожанам: «не теряя времени, звоните по всем телефонам на командный пункт Черноморского флота и требуйте от его командования ни в коем случае не применять против сторожевого корабля СКР-112 оружия».
В марте 1993 года Фондом поддержки экономических реформ Украины и научно-аналитической фирмой «Эксор» был составлен рейтинг самых влиятельных деятелей в сфере внешней политике и Кожин занял 25-е место среди 41 политика. 8 мая 1993 года указом Президента Украины Леонида Кравчука Борису Кожину было присвоено звание вице-адмирал.
В августе 1993 года несколько недель Кожин провёл в центральном госпитале министерства обороны. Позже он написал прошение о снятии его с должности и 8 октября 1993 года Президент Украины отстранил его от командования ВМС Украины. Затем он был направлен в распоряжение Министра обороны Украины и стал советником начальника Национальной академии обороны Украины по военно-морским вопросам.

### В политике
С 1994 года является членом партии «Рух». В марте 1994 года был избран депутатом Верховной рады по 203 мажоритарному округу (Рожнятовский район, Ивано-Франковской области). Работал в парламентском комитете по вопросам национальной безопасности и обороны. Входил в группы по межпарламентским связям с Киргизией и Чили.
Принимал участие во втором Конгрессе украинцев Крыма в 1995 году . В июне 1996 года подписал письмо о стратегическом партнёрстве Польши и Украины. С декабря 1996 года — член Центрального Провода «Руха». Внёс 24 поправки в Конституцию Украины касающихся вопросов обороны.
В 1998 году Кожин вновь избран депутатом, пройдя по списка «Руха». После раскола «Руха» вступил в Украинскую народную партию (лидер — Юрий Костенко). С 1999 года — член центрального Провода партии, а с 2003 года — член Рады УНП. В феврале 2001 года стал членом Форума национального спасения, целью которого стало отстранение от должности президента Леонида Кучмы и превращение Украины в парламентскую республику.
С 1999 по 2001 год являлся главой Союза офицеров Украины. В 2001 году стал главой конгресса гражданского общества Украины. Входил в координационный совет Всемирного конгресса украинцев.
В день своего 58-летия, 25 сентября 2002 года, уволился в запас. Позже, возглавлял благотворительный фонд «Украинский орден „Морской крест“».
В 2002 году и 2006 году баллотировался в Верховную раду, однако избран не был. Также в 2006 году избирался в киевский городской совет. На выборах в украинский парламент в 2007 году Кожин замыкал избирательный список блока «Наша Украина — Народная самооборона». После, стал помощником депутата Ивана Заеца.

## Высказывания
Кожин критиковал подписание и дальнейшее продление договора о пребывании Черноморского флота России в Севастополе. Выступал против выдачи разрешения на постоянное проживание в Севастополе отставных российских офицеров. Одним из предложений Кожина было снимать тех кандидатов с выборов президента Украины, которые допускают размещение российского флота в Крыму после 2017 года. Заявлял, что после российско-грузинской войны военные договоры Украины с Россией негативно сказываются на имидже Украины в мире. Выступал с предложением открыть военную базу НАТО в Донузлаве.
В 2007 году подписал письмо против установки памятника Екатерине II в Одессе.

## Личная жизнь
Первая жена Любовь Юрьевна Бобровая (1948) — врач-логопед, физиолог. От первого брака двое детей. Сын — Валентин (1981) и дочь Виктория (1971). Оба связали свою жизнь с флотом и служат в ВМС Украины. Вторая жена Алла Васильевна Кожина (1972) — кандидат наук по государственному управлению, эксперт по местному самоуправлению и гражданскому обществу.
Прихожанин Украинской православной церкви Киевского патриархата. В 2007 году встречался в патриархом Константинопольским Варфоломеем I.

## Книги
- Мединський Юрій. Перший адмірал. — Киев: Укр. пріоритет, 2015. — 328 с. — ISBN 978-966-2669-62-6.